# Тит Дидије
Тит Дидије (умро 89. п. н. е.) је био римски политичар и војсковођа, конзул 98. године п. н. е. Обновио је Villa Publicа. 

## Биографија
Каријеру је започео као плебејски трибун 103. године п. н. е. Покушао је ветом спречити да се Квинт Сервилије Цепион протера након катастрофалног пораза у бици код Араузија. Међутим, масе су га силом спречиле да присуствује судском поступку те је Квинт осуђен. Упркос томе је две године касније изабран за претора и послат у Македонију где се успешно борио против Скордиска. За конзула је изабран 98. године п. н. е. Колега му је био Квинт Цецилије Метел Непот. Након обнове Villa Publicа послат је у Хиспанију где је као гувернер служио до 93. године п. н. е. Водио је ратове против Келтибера. Након освајања града Термеса послао је жене и децу у робље. Према Апијану, Дидије је уништио гомилу сиромашних домородаца које су римски порези натерали на разбојништво. Дидије их је на превару довукао у свој логор и масакрирао. Учествовао је и у Савезничком рату. Погинуо је у борби са побуњеницима 89. године п. н. е.